# Cattleya cernua
Cattleya cernua är en orkidéart som först beskrevs av John Lindley, och fick sitt nu gällande namn av Ined. Cattleya cernua ingår i släktet Cattleya och familjen orkidéer. Inga underarter finns listade i Catalogue of Life.

## Bildgalleri

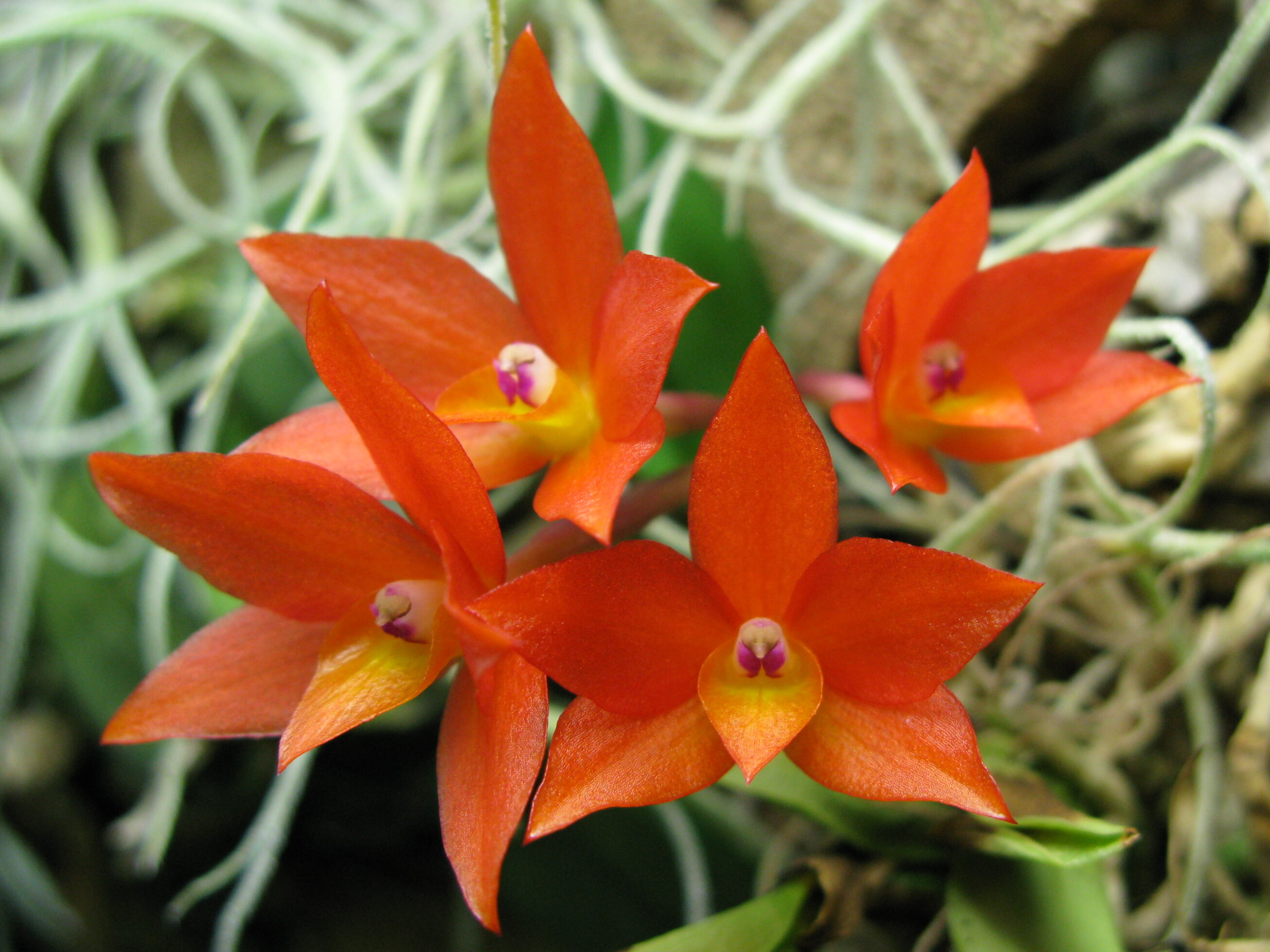
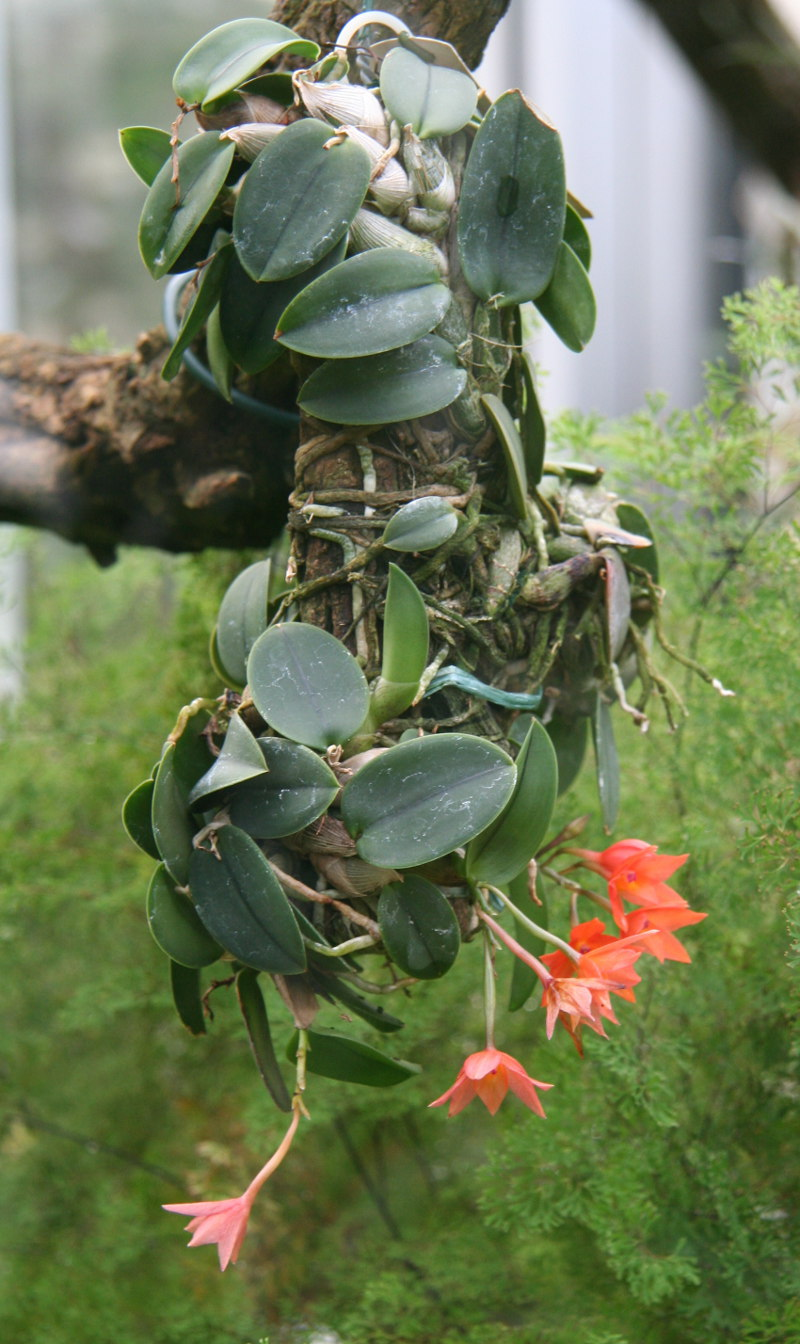
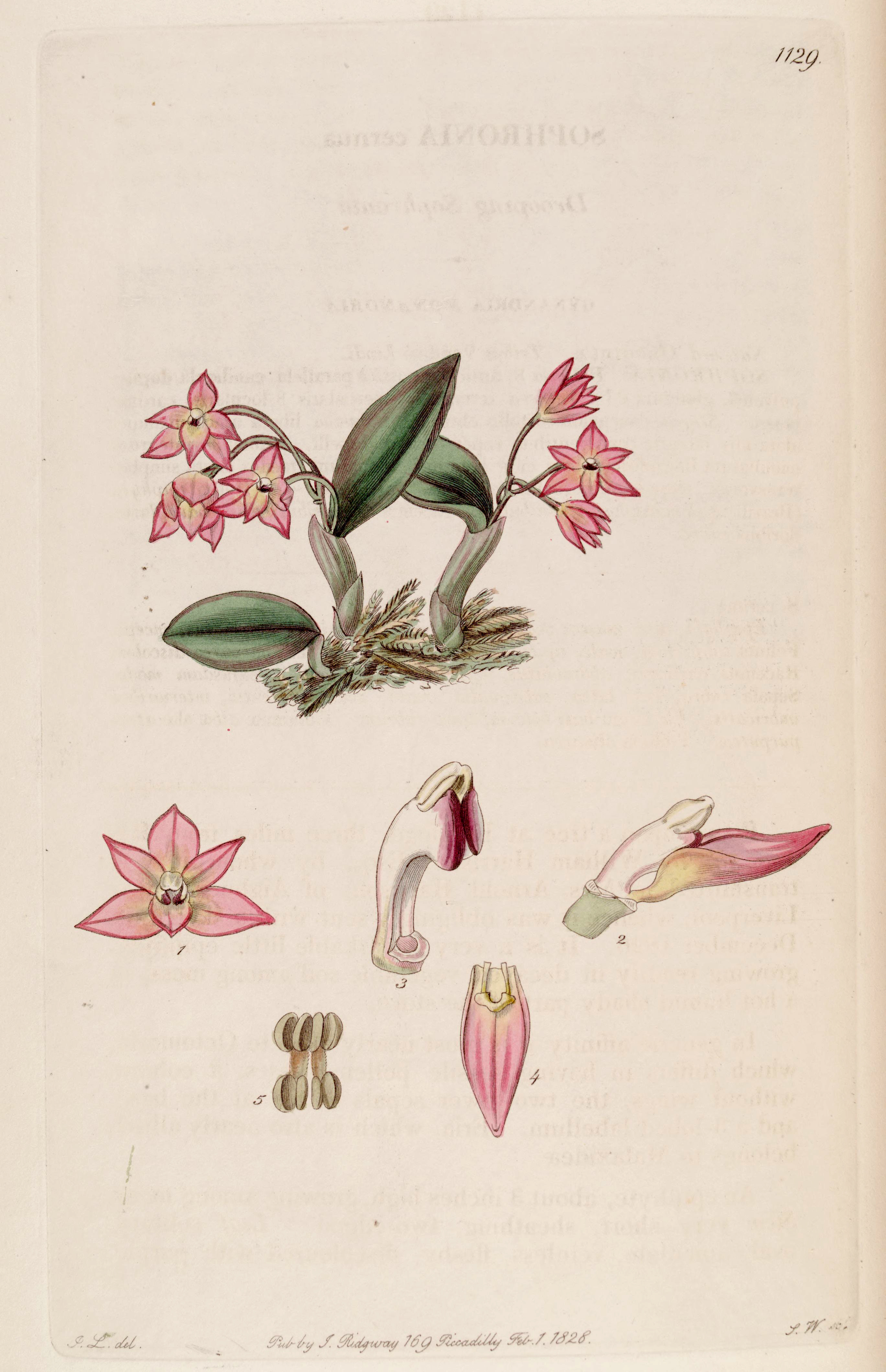
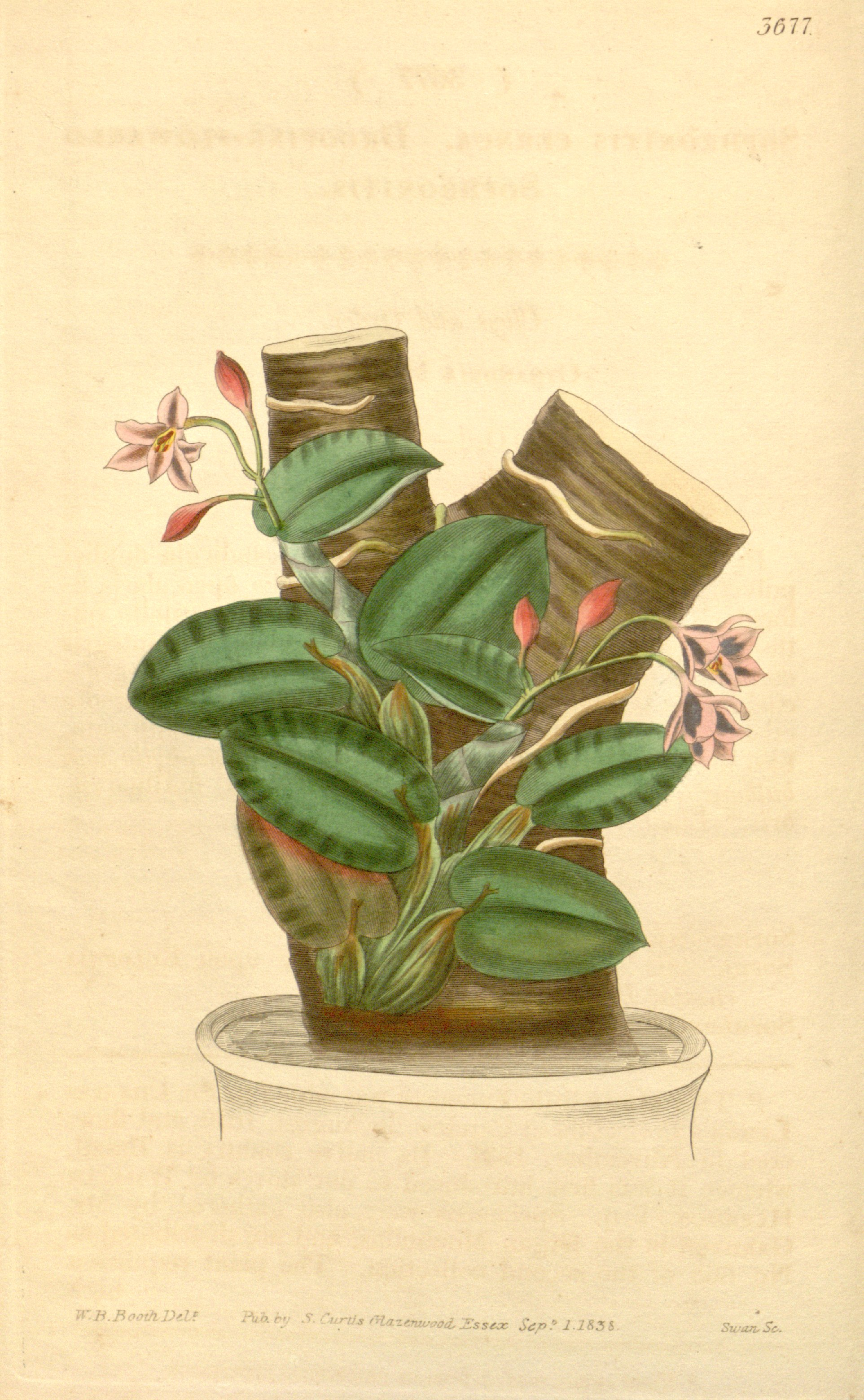
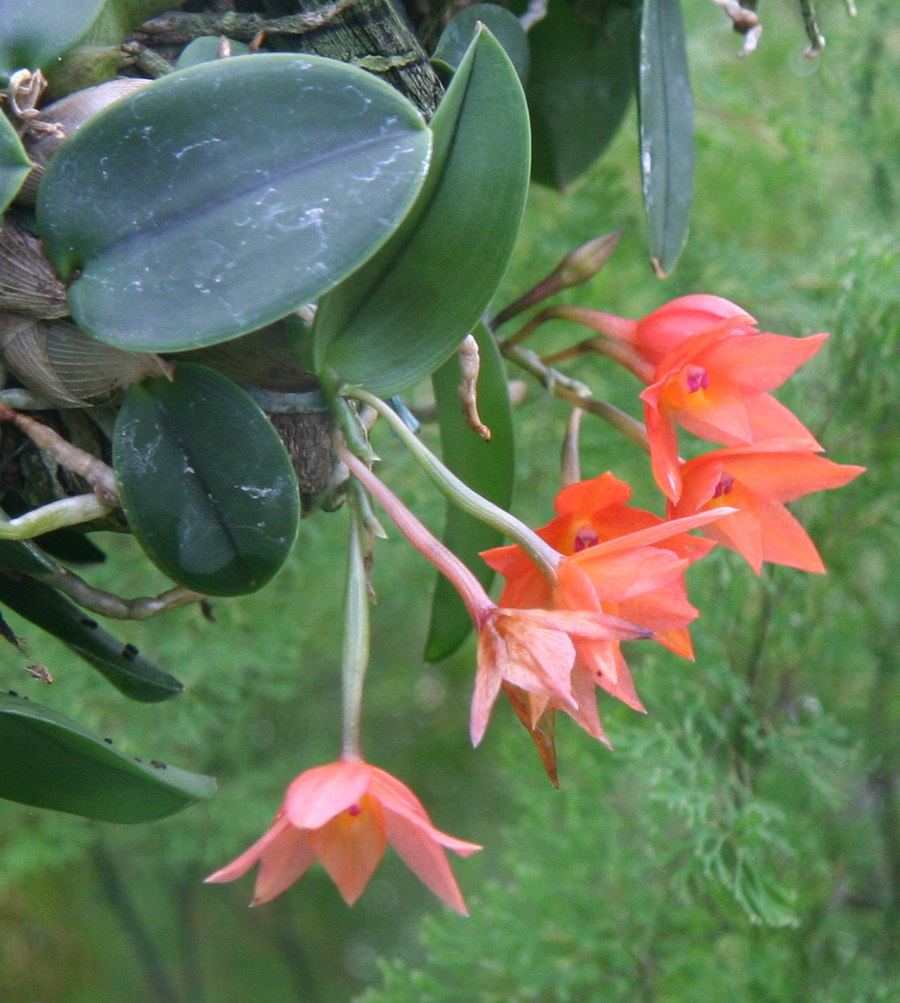
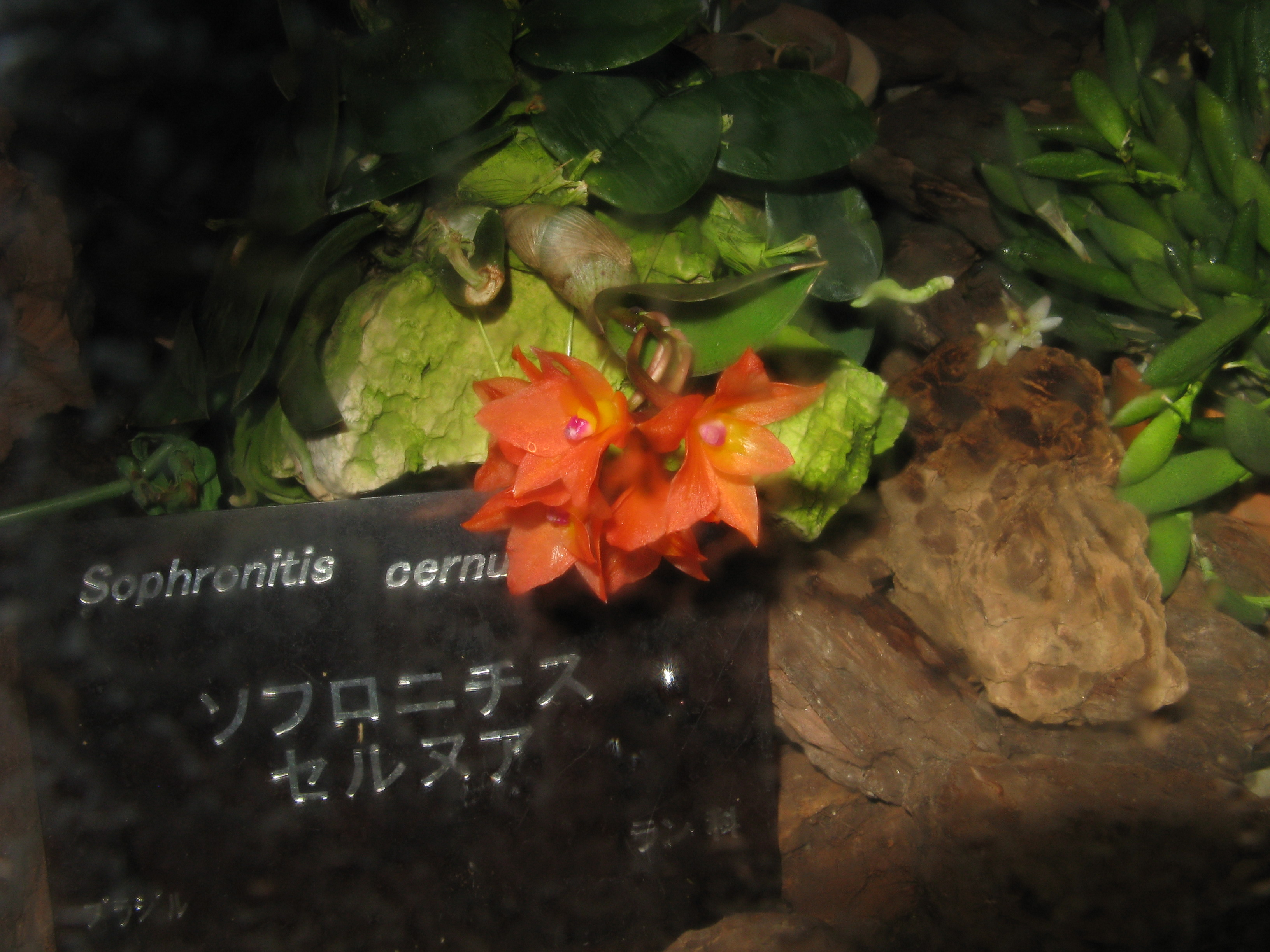